# Davern-Nunatak
Der Davern-Nunatak ist ein Nunatak im ostantarktischen Mac-Robertson-Land. Er ragt 2,5 km westlich des Mount Bewsher in der Aramis Range der Prince Charles Mountains auf.
Luftaufnahmen der Australian National Antarctic Research Expeditions dienten seiner Kartierung. Das Antarctic Names Committee of Australia benannte ihn nach Edmund Vincent Davern (1937–2017), Funker auf der Wilkes-Station im Jahr 1963 und leitender Wetterbeobachter auf derselben Station im Jahr 1967.